# Мумину, Ги
Ги Мумину́ (фр. Guy Mouminoux; 13 января 1927, Париж — 11 января 2022, Мопертюи) — французский художник комиксов (под псевдонимами Мумину, Mouminoux и Димитрий, Dimitri) и писатель (под псевдонимом Ги Зайер Guy Sajer).

## Биография
Родился в Париже, вырос в Эльзасе. В 1940 году Эльзас был оккупирован нацистской Германией и через несколько месяцев, после капитуляции Франции, присоединён к Рейху. В 1942 году Мумину был мобилизован в вермахт, где служил под фамилией матери-немки Зайер (нем. Sajer). Позднее он говорил в интервью:

Когда Эльзас, где я жил, аннексировала Германия, мне было 13 лет. Из молодёжного лагеря в Страсбурге я перебрался в такой же лагерь в Келе, в Германии. Служить в организации «Трудовая повинность», военизированной, но не вооружённой, было не слишком почётно. Мы мечтали стать настоящими солдатами, ничего не зная о войне. Вполне естественно, что я оказался в вермахте. И что бы вы от меня хотели? Иначе меня расстреляли бы как дезертира.
Оригинальный текст (фр.)Quand l'Alsace, où je vivais, a été annexée par l'Allemagne, j'avais 13 ans. D'un camp de jeunesse à Strasbourg, je passe à un camp de jeunesse à Kehl, en Allemagne. L'Arbeitsdienst, un groupe militarisé mais non armé n'était pas très glorieux. On rêvait d'être de vrais soldats, en ignorant tout de la guerre. Par un enchaînement naturel, je me retrouve dans la Wehrmacht, l'armée allemande. Qu'auriez-vous voulu que je fasse ? Comme déserteur, on m'aurait fusillé.

Ги Зайер воевал на Восточном фронте — сначала в 19 роте неизвестного подразделения в войсках тылового обеспечения, затем в составе дивизии «Великая Германия». Участник Третьей битвы за Харьков, Белгородско-Харьковской операции, Битвы за Днепр, обороны Бобруйска и боёв в Восточной Пруссии. Два с половиной года службы, закончившиеся для него сдачей в плен американцам в 1945 году, были описаны Ги Мумину в книге «Забытый солдат» (фр. Le Soldat oublié; 1967), опубликованной за подписью Ги Зайер. Эта книга многократно переиздавалась, переведена на разные языки, в том числе и на русский, и считается ярким свидетельством о буднях немецкой армии, быте и нравах германских солдат. Перевод книги на русский язык содержит много ошибок и неточностей.
Во Франции, однако, Ги Мумину в большей степени известен как художник, автор многочисленных комиксов, публикующихся с начала 1960-х годах в ведущих журналах комиксов: «Cœurs Vaillants», «Fripounet», «Charlie Mensuel» и др. Как художник Мумину обычно подписывается псевдонимом Дмитрий (фр. Dimitri). Русская тема занимает большое место в творчестве Мумину: в частности, ему принадлежит комикс «Распутица» (фр. Raspoutitsa; 1989) о судьбе немецкого солдата, взятого в плен под Сталинградом, серия из 16 выпусков «Гулаг» (фр. Le Goulag; с 1978 г.), изображающая СССР и Россию в сатирическом ключе, и другие произведения. Ги Мумину умер 11 января 2022 за два дня до своего 95-летния.